# Tamara Obrovac
Tamara Obrovac (Pula, 1962.), hrvatska pjevačica, skladateljica, kantautorica, flautistica poznata po karakterističnom skladateljskom rukopisu u kojem povezuje Istru i suvremeni jazz.

## Životopis
Jazz glazbom se počinje baviti ranih osamdesetih u Zagrebu nastupajući po klubovima u Hrvatskoj i Sloveniji. Ubrzo stvara vlastiti skladateljski rukopis povezujući glazbenu i dijalektalnu tradiciju rodne Istre s jazz glazbom što joj donosi i internacionalno priznanje. Skladala je dvjestotinjak vlastitih skladbi, izdala 13 autorskih CD-a s vlastitim kompozicijama za koje je napisala i većinu stihova. Piše stihove na svom materinjem južnoistarskom dijalektu, a pjeva i na nekoliko ostalih istarskih dijalekata slavenskog i romanskog podrijetla od kojih nekima prijeti izumiranje, uglazbljujući stihove istarskih pjesnika. 
Već od početaka svoje glazbene karijere formira i vodi nekoliko internacionalnih glazbenih formacija (quartet, Transhistria ensemble), s kojima je održala preko 500 internacionalnih koncerata na mnogim značajnim europskim i svjetskim festivalima i pozornicama, odlično prihvaćenima od publike i kritike.
Poznata je po svojoj karizmatičnoj scenskoj energiji, ekspresivnom vokalu i slobodi improvizacije, kao i po svojim glazbenim sastavima redom sastavljenim od sjajnih glazbenika s kojima postiže gotovo telepatsko razumijevanje.
Uz internacionalnu koncertnu aktivnost sklada glazbu za kazalište i film, skladala je glazbu za 40 kazališnih i baletnih predstava i 10 filmova za većinu nacionalih i gradskih kazališta u Hrvatskoj i regiji, i produkcije poput RTV Slovenija, HRT, Jadran film, Viba film, Zagreb film, HFS, surađujući s mnogim renomiranim filmskim i kazališnim redateljima. 
Za razliku od autorskog rukopisa, njezina scenska glazba ima veliku žanrovsku raznolikost.
Za svoj rad je višestruko nagrađivana, dobitnica je između ostalog devet nacionalnih glazbenih nagrada Porin, te dvije nominacije za BBC Radio3 World Music Award, 11 nagrada za scensku glazbu uključujući i Zlatnu arenu za glazbu za film “Što je muškarac bez Brkova”, koju je dobila kao prva skladateljica u povijesti dodjele nagrade.
Surađivala je s mnogim s poznatim glazbeinicima kao što su Glauco Venier, Theodosi Spasov, Vlatko Stefanovski, Kostas Theodoru, Karen Asatrian, Wolfgang Puschnig, Simone Zanchini, Elvis Stanić, Dario Marušić, Miroslav Tadić, Epoque string quartet, Vienna Radio string quartet a njeni su dugogodišnji suradnici i članovi njenih ansambala harmonikaš Fausto Beccalossi, bubnjar Krunoslav Levačić, gitarist Uroš Rakovec, kontrabasist Žiga Golob, klavirist Matija Dedić, te od 2017. godine i kontrabasist Salvatore Maiore te klavirist Stefano Battaglia.

## Diskografija
- 1996: “Triade“ - Tamara Obrovac & trio (Euterpa/HDS)
- 1998: “Ulika“ - Tamara Obrovac quartet (CBS)
- 2001: “Transhistria“ - Tamara Obrovac Transhistria ensemble (Cantus)
- 2003: “Sve Pasiva“ - Tamara Obrovac Transhistria ensemble (Cantus)
- 2005: “Daleko je… “- Tamara Obrovac Transhistria ensemble Aquarius Records
- 2006: “Črni kos / Das Led der Amsel“ - Tamara Obrovac & Georg Kustrich (Extraplatte)
- 2009: “Neću više jazz Kantati“ - Tamara Obrovac Transhistria electric Aquarius Records
- 2011: “Madirosa“- Tamara Obrovac Transhistria ensemble / Époque Quartet (Cantus / Aquarius Records)
- 2014: “Ulika revival“- Tamara Obrovac quartet (Unit records)
- 2016: “Canto amoroso“ - Tamara Obrovac Transhistria ensemble (Alessa Records)
- 2018: “Live@ZKM” - Tamara Obrovac Transhistria ensemble (Cantus)
- 2019: “TransAdriaticum” -Tamara Obrovac TransAdriatic quartet (Alessa Records)
- 2020: “Villa Idola” - Tamara Obrovac Transhistria ensemble / Jazz orkestar HRT-a Aquarius Records

## Filmska glazba
- 2003. "Stina” - dokumentarni film o Edi Murtiću, Gama studio Zagreb, redatelj Rajko Grlić
- 2003. "Metahead” - animirani film, Zagrebfilm, autor Branko Farac
- 2003. "Ptice" - radio drama, Hrvatski radio, redateljica Jasna Mesarić
- 2004. "Jasnovidka" - igrani film, RTV Slovenija, redateljica Biljana Čakić Veselič, 2004.
- 2004."Ono sve što znaš o meni" - igrani film redatelji Bobo Jelčić i Nataša Rajković
- 2005. "Što je muškarac bez brkova" - igrani film, FIZ; HRT‎; Vizije; HFS‎, redatelj Hrvoje Hribar
- 2010. "Piran Pirano" - igrani film, Arsmedia, Jadran Film Laboratorij, redatelj Goran Vojnović
- 2011. "Noćni brodovi" - igrani film, Studio DIM, redatelj Igor Mirković
- 2012. "Contrada" - kratki film, redatelj Matija Debeljuh
- 2015. "Jure Grando" - animirani film, autor Martin Babić
- 2020. "Nekoč so bili ljudje" - igrani film film, redatelj Goran Vojnović

## Kazališna glazba
- 1998. “Nije bila peta” INK Pula, Robert Raponja
- 1999. “Manifestacija introverta” En Knapp, koreografija Maja Delak Ljubljana
- 2000. “Mala sirena” INK Pula, Robert Raponja
- 2001. “Tanac od mrtvih”, glazbeno scenska fantazija, Robert Raponja
- 2002. “Snježna kraljica”, teatar Žar ptica Zagreb, Dora Ružđak
- 2002. “Jelka kod Ivanovih” ZKM Zagreb, Nebojša Borojević
- 2004. “Pas žena muškarac”, teatar Exit Zagreb, Zijah Sokolović
- 2004. “Vasa Železnova” HNK Zagreb, Zlatko Sviben
- 2004. “Antigona” HNK Split, Matko Raguž
- 2005. “Ekoteka”, dječja predstava, Daska Sisak
- 2006. “Udovice”, HNK Split, Dino Mustafić
- 2006. “Zagrljenici” ,SARTR, Sarajevo, Robert Raponja
- 2006. “Orkestar Titanic”, INK, Dino Mustafić
- 2007. “Zmaj koji je kokice jeo”…, GKL Split, Robi Waltl
- 2007. “Sakati Billy”,  Narodno Pozorište Sarajevo, Dino Mustafić
- 2007. “Pekarna Miš Maš”, SMG Ljubljana, Robi Waltl
- 2007. “Prazna soba na suncu”, INK Pula, Aleksandra Mišić
- 2007. “Regoč”, Kazalište Lutaka Zadar, Robi Waltl
- 2007. “Nježno i okrutno”, INK Pula, Lawrence Kiiru
- 2008. “Grdi raček”, Mini teater, Ljubljana, Robi Waltl
- 2008. “Ukroćena goropadnica”, HNK Rijeka, Vito Taufer
- 2008. “Tablica dijeljenja”, INK Pula, Ivan Leo Lemo
- 2009. “Tomizziana”, INK Pula, Damir Zlatar Frei
- 2009. “Svarožić”, GKL Zagreb, Krešo Dolenčić
- 2009. “Demon ot Skopje”, Malak gradski teatar Sofia, Bulgaria, Dino Mustafić
- 2011. “Prolaznici”, HNK Osijek, Borna Baletić
- 2013. “Nunta muta”, SNG Maribor, Dino Mustafić
- 2014. “Zmaj”, SNG Nova Gorica, Dino Mustafić
- 2015. "Mačkodlak”, GKL Split, Ivan Plazibat
- 2015. “Naš razred”, Kamerni teatar 55 Sarajevo, Dino Mustafić
- 2016. “Jure Grando”, INK Pula, redatelj Damir Zlatar Frei, (uglazbljivanje songova)
- 2016. ”Ljudi od voska”, HNK Zagreb, redatelj Janusz Kica
- 2017. “Aziz”, HNK Split, redatelj Dino Mustafić
- 2017. ”Tonka i Špiro” GKL Split, redatelj Ivan Plazibat
- 2017. ”Apoksiomen”, balet HNK / Théâtre de Liège, koreografija Claudio Bernardo
- 2018. “Kralj Lear”, HNK Zagreb, redatelj Janusz Kica
- 2018. “O miševima i ljudima”, Barski ljetopis /Gradsko pozorište Podgorica Crna Gora, redatelj Dino Mustafić
- 2019. “Goldbergove varijacije”, Slovensko stalno gledališče Trst, redatelj Robert Waltl
- 2020. “Sliparija”, INK Pula, redatelj Matija Debeljuh

## Nagrade
- 2002: Nagrada hrvatskog glumišta za glazbu za predstavu "Tanac od mrtvih", Istarsko narodno kazalište,
- 2003: Nagrada ”Zlatni smijeh” za glazbu i izvedbu glazbe u predstavi "Jelka kod Ivanovih", Zagrebačko kazalište mladih, 2003.
- 2003: Zlatna koogla za najboljeg ženskog izvođača u Hrvatskoj, 2003.
- 2004: Porin za najbolji world music album u Hrvatskoj, za album "Sve pasiva"
- 2004: Nominacija u kategorijama Europska glazba i Nagrada publike, BBC Radio 3 Awards for World Music, 2004.
- 2005: Nagrada za najbolju scensku glazbu za predstavu "Antigona", Marulićevi dani,
- 2006: Porin za najbolji world music album, za album "Daleko je...", 2006.
- 2006: Porin za najbolju žensku vokalnu izvedbu, za pjesmu "Daleko je...", s istoimenog albuma
- 2006: Porin za najbolju vokalnu suradnju s Tedijem Spalatom, za skladbu "Ti i ja" 2006.
- 2006: Zlatna arena za glazbu za film Hrvoja Hribara “Što je muškarac bez brkova”, Pula film festival 2006.
- 2007: Nagrada za najbolju scensku glazbu za predstavu "Zagrljenici", Nacionalni festival kazališta BiH, 2007.
- 2007: Nagrada za najbolju scensku glazbu za predstavu "Zagrljenici", 6. Festival bosanskohercegovačke drame, Zenica, 2007.
- 2008: Porin za najbolju žensku vokalnu izvedbu za obradu pjesme Z. Runjića "U prolazu",
- 2008: Nagrada za najbolju scensku glazbu za predstavu "Regoč", Festival hrvatske drame za djecu
- 2008: Orden Reda Danice Hrvatske s likom Marka Marulića, za osobite zasluge u kulturi kojeg dodjeljuje Predsjednik RH (S. Mesić)
- 2008: Nagrada za glazbu, za predstavu"Regoč", Ivane Brlić Mažuranić, Gradskog kazališta lutaka Zadar, Festival hrvatske drame za djecu, Marulić
- 2009: Nagrada međunarodnog stručnog žirija za glazbu u predstavi "Svarožić" Zagrebačkog kazališta lutaka, 42. Međunarodni festival kazališta lutaka
- 2009: Nagrada Zlatni galeb za najbolju obradu Runjićeve pjesme "A vitar puše" (Tamara Obrovac i Matija Dedić), Runjićeve večeri
- 2010: Porin za najbolji album klupske glazbe za album Transhistria electric, "Neću više jazz kantati" 2009.
- 2012: Porin za najbolji album etno glazbe za album Madirosa, 2012.
- 2012: Porin za najbolju žensku vokalnu izvedbu, 2012. (za skladbu "Tango i ča ča ča", s albuma "Madirosa")
- 2013: nagrada ocjenjivačkog suda za najbolju filmsku glazbu za kratki fim "Contrada" Matije Debeljuha, Dani hrvatskog filma
- 2015: Nagrada Hrvatskog društva skladatelja Miroslav Sedak Benčić, 2015., za autorsko stvaralaštvo u području jazza povodom 20 godina diskografske karijere i ostvarenje nosača zvuka Canto amoroso
- 2017: Nagrada stručnog žirija 24. Međunarodnog festivala malih scena Rijeka"Veljko Maričić" 2017. za najbolju scensku glazbu za predstavu Ljudi od voska Mate Matišića, u izvedbi Hrvatskog narodnog kazališta Zagreb.
- 2019: Porin za najbolju jazz skladbu Suza sjajna (CD TransAdriaticum") 2019.

## Nastupi (izbor)
Njemačka (Düsseldorf Jazz Rally, Jazzahead’13, Lüneburger Jazz-Night, Le gipfel du jazz Freiburg, Bayerisher Hof München, Laboratorium Stuttgart, Eisenach Jazzclub, etc.), Norveška (Trondheim Jazz Festival), Kina (Bejing Cultural Palace of the Nationalities, Chuama festival), Belgija (Bozar Brussels, The Music Village Brussels, Balkan Trafik Festival), Austrija (Porgy & Bess Vienna, Akkordeon Fest Vienna, Jazz Festival Steyr, Glatt & Verkehrt Musikfestival, Jazz club Klagenfurt, Kunsthaus Weiz, etc.), Švicarska (RSI Lugano, Bird’s Eye Basel, Moods Zurich), Italija (Alpsklang Festival Merano, Talos Jazz Fest, Trieste Loves Jazz, Mittelfest, AnteprimaMundus Fest, etc.), SAD (Joe’s Pub NYC, Hot House Chicago), Francuska (Strictly mundial Festival Marseille, L’Entrepot Paris, Maritime Festival Brest), Španjolska (Circulo Jazz club Madrid, Festival Ribermusica Barcelona, La Fira Mediterrania de Manresa), Maroko (Jazz au Chellah Festival), Grčka (Dimithriathess Festival Thessaloníki), Poljska (Crossroads Festival Krakow), Latvija (Saulkrasti Jazz Fest, Riga Jazz Club), Litva (Vilnius Jazz Festival), Finska (EBU Festival Kaustinen), BiH (Sarajevo Jazz Fest), Slovenija (Cankarjev dom club, Druga godba Festival, etc.), Izrael (Rishon le Zion Tel Aviv), Japan (Expo), Rusija, Slovačka, Češka republika, Bugarska, Turska, Irska, itd.

## Vanjske poveznice
- Službena web stranica
- Službeni Youtube kanal
- Soundcloud